# Merles-sur-Loison
Merles-sur-Loison é uma comuna francesa na região administrativa de Grande Leste, no departamento de Meuse. Estende-se por uma área de 11,45 km². Em 2010 a comuna tinha 152 habitantes (densidade: 13,3 hab./km²).